# Gian-Marco Crameri
Gian-Marco Crameri (né le 13 décembre 1972 à Samedan) est un joueur et entraîneur suisse de hockey sur glace. Il évolue au poste de centre ou de défenseur.

## Biographie

### En club
Né à Samedan, dans le canton des Grisons le 13 décembre 1972, commence le hockey sur glace au HC Saint-Moritz, avant de rejoindre le HC Davos, où il fait ses débuts en LNB lors de la saison 1992-1993 et fête la promotion en LNA dès sa première saison. Il s'engage dès la saison 1996-1997 avec le HC Lugano, où il devient champion lors de la saison 1998-1999. Il quitte ensuite le Tessin pour le ZSC Lions, avec qui il remporte le titre en 2001.
Il signe avec le Genève-Servette HC, nouvellement promu en première division suisse, en juin 2002, désirant donner un nouvel élan à sa carrière. En février 2004, il signe un nouveau contrat de 1,2 million de francs suisses portant sur trois ans avec une option d'une année supplémentaire avec le club genevois, alors qu'il est courtisé par plusieurs autres clubs. Il se voit néanmoins prié de prendre la porte par l'entraîneur Chris McSorley et rejoint le EV Zoug en juin 2004. Commence alors un différend juridique entre Crameri et son ancien employeur. Le centre grison porte l'affaire devant les prud'hommes, qui condamne, en octobre 2006, le club genevois à lui payer 680 000 francs suisses pour résiliation de contrat unilatérale. Cette peine est confirmée par la chambre d'appel en décembre 2007. L'affaire prend fin en octobre 2008, lorsque le Tribunal fédéral donne à nouveau raison à Crameri et condamne le club genevois à payer une indemnité de 533 116,70 francs suisses.
À côté de ce différend juridique, Crameri poursuit sa carrière avec le club du Herti, où il reste deux saisons avant de revenir au HC Davos en 2006. Alors que l'entraîneur Arno del Curto l'utilise au poste de défenseur, il remporte un ultime titre de champion de Suisse en 2007. Il met un terme à sa carrière professionnelle au terme de la saison 2008.
Il joue ensuite avec le HC Ceresio en 1re ligue durant la saison 2008-2009, avant de rejoindre le HC Saint-Moritz en 2e ligue, où il s'occupe du mouvement junior du club. Dès la saison 2010-2011, il reprend la tête de l'équipe fanion, avec une fonction d'entraîneur-joueur. En décembre 2012, il est engagé par le HC Olten pour pallier de nombreuses absences en défense.

### En équipe de Suisse
Gian-Marco Crameri compte au total cent-trente sélections en équipe de Suisse, avec qui il a participé à six championnats du monde, en 1997, 1998, 1999, 2000, 2001 et 2002, ainsi qu'aux Jeux olympiques de 2002.

## Statistiques

### En club
| Saison     | Équipe             | Ligue      |     | Saison régulière | Saison régulière | Saison régulière | Saison régulière | Saison régulière |    | Séries éliminatoires | Séries éliminatoires | Séries éliminatoires | Séries éliminatoires | Séries éliminatoires |
| Saison     | Équipe             | Ligue      | PJ  | B                | A                | Pts              | Pun              | PJ               | B  | A                    | Pts                  | Pun                  |                      |                      |
| 1992-1993  | HC Davos           | LNB        | 34  | 5                | 8                | 13               | 10               | 7                | 4  | 1                    | 5                    | 2                    |                      |                      |
| 1993-1994  | HC Davos           | LNA        | 36  | 7                | 4                | 11               | 12               | 4                | 1  | 1                    | 2                    | 8                    |                      |                      |
| 1994-1995  | HC Davos           | LNA        | 36  | 11               | 13               | 24               | 32               | 5                | 1  | 0                    | 1                    | 4                    |                      |                      |
| 1995-1996  | HC Davos           | LNA        | 36  | 10               | 18               | 28               | 10               | 5                | 3  | 3                    | 6                    | 6                    |                      |                      |
| 1996-1997  | HC Lugano          | LNA        | 45  | 11               | 35               | 46               | 16               | 8                | 3  | 5                    | 8                    | 29                   |                      |                      |
| 1997-1998  | HC Lugano          | LNA        | 40  | 16               | 29               | 45               | 30               | 7                | 2  | 6                    | 8                    | 2                    |                      |                      |
| 1998-1999  | HC Lugano          | LNA        | 41  | 13               | 29               | 42               | 10               | 16               | 3  | 12                   | 15                   | 4                    |                      |                      |
| 1999-2000  | HC Lugano          | LNA        | 35  | 10               | 19               | 29               | 20               | 14               | 5  | 7                    | 12                   | 0                    |                      |                      |
| 2000-2001  | ZSC Lions          | LNA        | 44  | 11               | 19               | 30               | 10               | 16               | 2  | 7                    | 9                    | 4                    |                      |                      |
| 2001-2002  | ZSC Lions          | LNA        | 44  | 5                | 19               | 24               | 12               | 17               | 2  | 7                    | 9                    | 2                    |                      |                      |
| 2002-2003  | Genève-Servette HC | LNA        | 43  | 10               | 25               | 35               | 12               | 6                | 2  | 0                    | 2                    | 2                    |                      |                      |
| 2003-2004  | Genève-Servette HC | LNA        | 43  | 8                | 24               | 32               | 20               | 12               | 1  | 2                    | 3                    | 4                    |                      |                      |
| 2004-2005  | EV Zoug            | LNA        | 44  | 4                | 9                | 13               | 10               | 8                | 1  | 1                    | 2                    | 4                    |                      |                      |
| 2005-2006  | EV Zoug            | LNA        | 44  | 5                | 14               | 19               | 26               | 7                | 0  | 0                    | 0                    | 8                    |                      |                      |
| 2006-2007  | HC Davos           | LNA        | 44  | 2                | 10               | 12               | 20               | 10               | 0  | 2                    | 2                    | 4                    |                      |                      |
| 2007-2008  | HC Davos           | LNA        | 47  | 1                | 9                | 10               | 30               | 9                | 0  | 1                    | 1                    | 33                   |                      |                      |
| 2008-2009  | HC Ceresio         | 1re ligue  | 27  | 5                | 22               | 27               | 30               | 3                | 0  | 1                    | 1                    | 6                    |                      |                      |
| 2009-2010  | HC Saint-Moritz    | 2e ligue   | 17  | 5                | 18               | 23               | 4                | -                | -  | -                    | -                    | -                    |                      |                      |
| 2010-2011  | HC Saint-Moritz    | 2e ligue   | 6   | 2                | 6                | 8                | 12               | -                | -  | -                    | -                    | -                    |                      |                      |
| 2011-2012  | HC Saint-Moritz    | 2e ligue   | 22  | 6                | 17               | 23               | 8                | 5                | 0  | 2                    | 2                    | 4                    |                      |                      |
| 2012-2013  | HC Olten           | LNB        | 3   | 0                | 0                | 0                | 4                | -                | -  | -                    | -                    | -                    |                      |                      |
| 2012-2013  | HC Saint-Moritz    | 2e ligue   | 19  | 5                | 25               | 30               | 22               | 5                | 0  | 7                    | 7                    | 2                    |                      |                      |
| Totaux LNA | Totaux LNA         | Totaux LNA | 622 | 123              | 277              | 400              | 270              | 145              | 26 | 54                   | 80                   | 114                  |                      |                      |

### Statistiques en équipe nationale
| Année | Compétition |   | PJ | B | A | Pts | Pun       |  | Résultat |
| 1997  | CM B        | 7 | 5  | 3 | 8 | 2   | 3e place  |  |          |
| 1998  | CM          | 9 | 2  | 6 | 8 | 8   | 4e place  |  |          |
| 1999  | CM          | 6 | 0  | 3 | 3 | 2   | 8e place  |  |          |
| 2000  | CM          | 7 | 2  | 5 | 7 | 6   | 6e place  |  |          |
| 2001  | CM          | 6 | 1  | 3 | 4 | 10  | 9e place  |  |          |
| 2002  | JO          | 4 | 0  | 1 | 1 | 4   | 11e place |  |          |
| 2002  | CM          | 5 | 0  | 1 | 1 | 0   | 10e place |  |          |